# Тессин, Ульрика
Графиня Ульрика Тессин (швед. Ulrika Tessin, полное имя Ulrika "Ulla" Lovisa Tessin, урождённая Sparre; 1711—1768) — шведская дворянка, придворная дама.

## Биография
Родилась 23 мая 1711 года в Стокгольме в семье члена Национального совета и фельдмаршала графа Эрика Спарре и его жены Кристины (Стины) Беаты Лилли (Christina (Stina) Beata Lillie). Получила хорошее образование, могла говорить на французском, немецком и итальянском языках.
В 1725 году Ульрика была помолвлена и 27 августа 1727 года вышла замуж за графа Карла Густава Тессина. Пара Тессин была известна своим интересом к театру и участвовала в работе любительских театров, чем вызвала интерес к основанию первого профессионального шведского театра Kungliga svenska skådeplatsen. 1 февраля 1732 года французская пьеса Поля Скаррона «Dom Japhlet d'Arménie» была поставлена в здании Stora Bollhuset любительской труппой во главе с Ульрикой и её мужем, которые сами участвовали в качестве актёров.

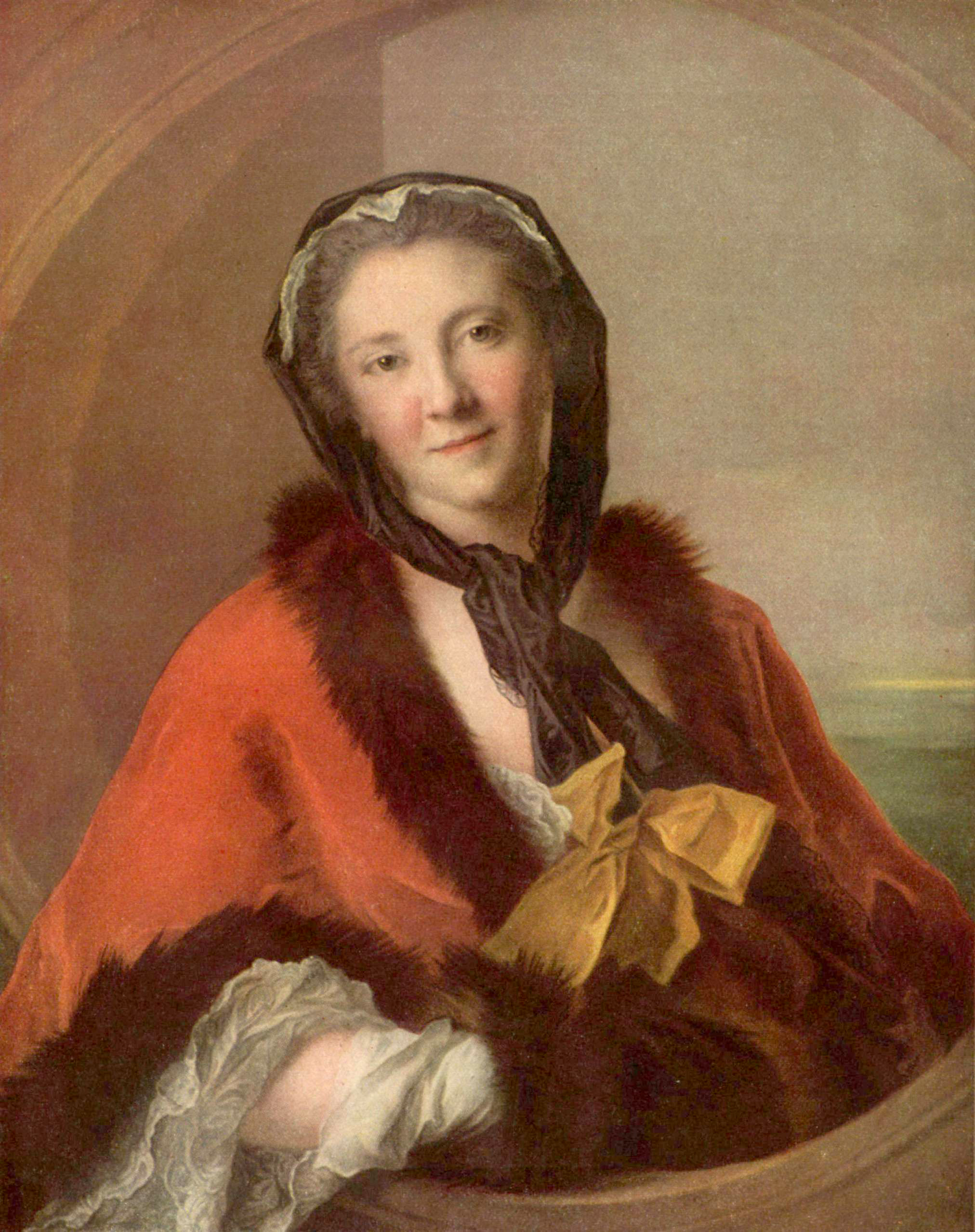
Графиня Тессин в 1741 году. Париж. Лувр. Портрет кисти Жана Марка Натье

Ульрика Тессин сопровождала  мужа во время его дипломатических поездок в Вену 1735–1736 годах, в Копенгаген и Париж в 1739–1741 годах и в Берлин в 1744 году. Будучи артистичной и коммуникабельной женщиной, она устанавливала за границей полезные для её мужа контакты. Так Ульрика преуспела во Франции, где стала личным другом королевы Франции Марии Лещинской и принцессы Марии-Софии де Курсийон, поспособствовала приезду в Швецию Манетт Новер. Она была включена в свиту, которая сопровождала новую шведскую кронпринцессу Луизу Ульрику из Пруссии в Швецию после её свадьбы.

Орден Solfjädersorden

Когда Адольф Фредрик и Луиза Ульрика стали в 1751 году королем и королевой Швеции, Карл Густав Тессин был назначен попечителем королевских детей и Ульрика Тессин сменила Хедвигу Стрёмфельт в должности верховного мастера (хозяйки мантии) и была удостоена придворного ордена Solfjädersorden. В 1754 году Карл Густав Тессин потерял покровительство королевы, но его жена при этом сохранила благосклонность королевы. Однако вскоре королева уволила Ульрику Тессин, даже лишив её пенсии. Супруги Тессин продолжили свою жизнь на пенсию мужа в поместье Åkerö Manor.
Умерла 14 декабря 1768 года в коммуне Флен лена Сёдерманланд.
Переписка между Ульрикой Тессин и Луизой Ульрикой хранится в Национальном архиве Швеции.